# Xinhua (société de production)
Pour les articles homonymes, voir Xinhua (homonymie).
Xinhua (chinois simplifié : 新华影业公司 ; pinyin : Xīnhuà yǐngyè gōngsī ; litt. « Société cinématographique Chine nouvelle ») est l'un des studios de cinéma qui a su tirer parti de la popularité du mouvement cinématographique de gauche dans le Shanghai des années 1930, qui avait débuté avec les studios Mingxing et Lianhua. Elle n'a aucun lien avec l'actuelle Agence de presse Xinhua. La société de production a fonctionné de 1934 à 1942, date à laquelle elle a été absorbée par un conglomérat contrôlé par les Japonais, Zhonglian.
La Xinhua est fondée et contrôlée par Shankun Zhang (张善琨), qui avait déjà travaillé sur la scène de l'opéra de Pékin. En 1934, Zhang a gagné suffisamment d'argent pour créer son propre studio de cinéma, baptisé « Xinhua » ou « Chine nouvelle ». Zhang se révèle être un promoteur efficace et, en l'espace de trois ans, Xinhua passe du statut de nouveau venu mineur à celui d'acteur majeur de l'industrie. Après la bataille de Shanghai en 1937, Xinhua reste la seule grande société de production encore active dans ce que l'on a appelé la période de l' « île solitaire (zh) » du cinéma chinois (les concessions étrangères de Shanghai étant un « îlot » dans la « mer » de l'occupation japonaise). Elle est finalement rejointe par deux concurrents majeurs, la Guohua (créée à partir des restes de Mingxing, dont le studio a été détruit par les bombardements japonais) et la Yihua de Yan Chuntang, qui avait fermé ses portes après l'occupation mais les a rouvertes en mai 1938.